# Średnia Wieś (Basses-Carpates)
Pour les articles homonymes, voir Średnia Wieś.
Średnia Wieś est une localité polonaise de la gmina et du powiat de Lesko en voïvodie des Basses-Carpates.